# Río Laco
El río Laco es un curso natural de agua que fluye desde las faldas occidentales del Altiplano de la Región de Arica y Parinacota hacia el oeste para hasta desembocar en el río Seco (Azapa).
Luis Risopatrón lista este río bajo el nombre quebrada de Chusmisa.
No confundir con el salar del Laco.

## Trayecto

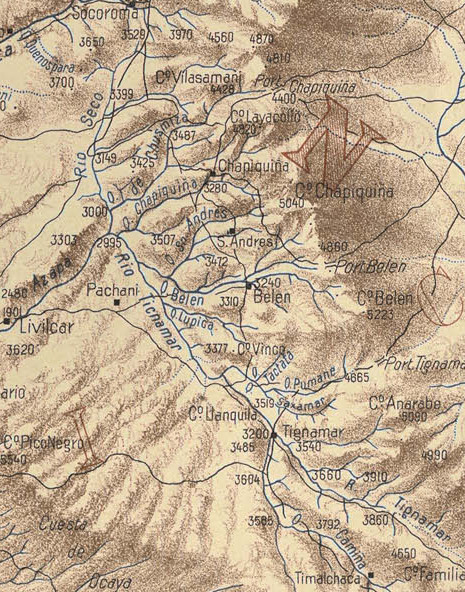
Cuenca alta del río San José de Azapa, en un mapa de Luis Risopatrón del año 1910.

## Caudal y régimen
El río Laco en Cosapilla tiene mediciones hechas durante 13 años. Estas dan como resultado para los caudales anuales:
- mínimo: 0,41 m³/s
- máximo: 0,76 m³/s
- promedio: 0,55 m³/s

|  |  |

## Historia
Luis Risopatrón lo describe en su Diccionario jeográfico de Chile (1924):: 838 
Chumisa (Quebrada de). Nace en el portezuelo de Chapiquiña, corre hacia el SW i desemboca en la márjen E de la del río Seco,a corta distancia al N de su junta con la de Tignamar. (También llamada Chusmiza.)

## Población, economía y ecología
Actualmente el río Seco, cuyas aguas propias son consumidas casi completamente para el riego de sus valles, sirve para recibir las aguas del Canal Lauca tras su paso por la Central hidroeléctrica Chapiquiña y llevarlas hasta el río Azapa desde donde son desviadas al canal homónimo para el riego del principal Valle de Azapa.: 1.18 